# Magnus Alselind

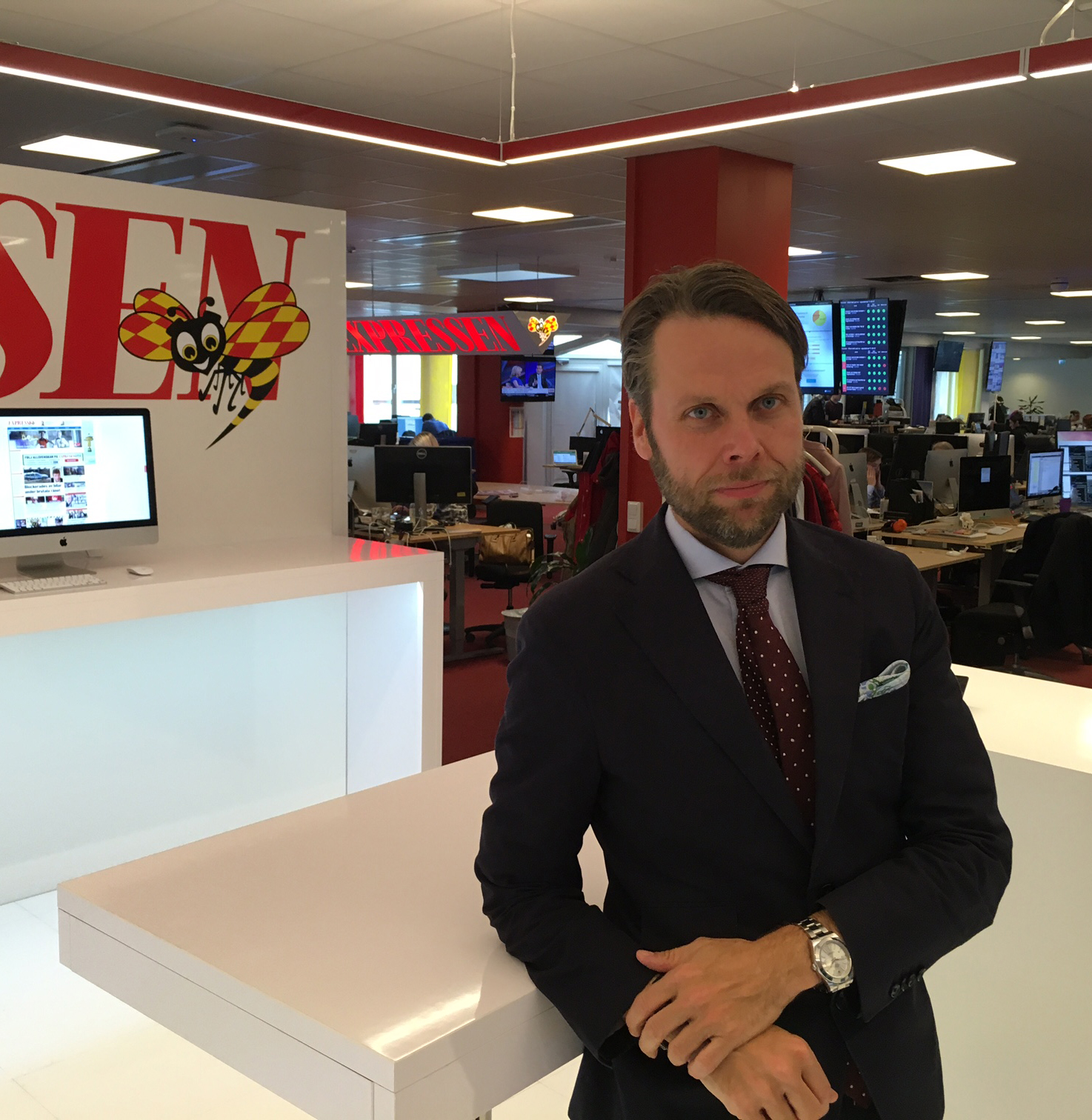
Magnus Alselind på Expressens redaktion.

Magnus Alselind, född 9 maj 1974 i Kiruna, är en svensk journalist som 2007 blev redaktionschef på Expressen. Under sin tid på Expressen har Alselind innehaft flera positioner, bland annat som reporter, sportchef, editionschef och korrespondent i New York och London.
Som redaktionschef är Magnus Alselind övergripande ansvarig för nyhetsarbetet i alla kanaler på Expressen. Alselind är kolumnist i Expressen i ämnet mediefrågor. Han är även ledamot i Pressens opinionsnämnd.

## Tidigare karriär
Magnus Alselind har tidigare varit reporter på Gefle Dagblad, Nya Norrland och Västmanlands läns Tidning.
Sedan 1997 arbetar Magnus Alselind på Expressen.